# Kurt Franz (Didaktiker)
Kurt Franz (* 10. Februar 1941 in Ossegg) ist ein deutscher Literaturwissenschaftler.

## Leben und Wirken
Nach der Vertreibung aus dem Sudetenland kam seine Familie in den Landkreis Rosenheim. In Raubling besuchte Franz vier Jahre die Volksschule, anschließend das Humanistische Gymnasium in Rosenheim. Nach dem Abitur gründete er bald eine Familie und  studierte an der Ludwig-Maximilians-Universität München (LMU) Germanistik, Geschichte, Geographie, Kunsterziehung, Pädagogik und Philosophie. Im Jahre 1964 legte Franz die Prüfung für das Lehramt an „Mittelschulen“ (heute Realschule) ab. Drei Jahre später unterzog er sich der wissenschaftlichen Prüfung in den Fächern Deutsch, Geschichte und Geographie für das Lehramt an Gymnasien. Anschließend unterrichtete er noch nebenamtlich an verschiedenen Schultypen, u. a.  an der Fachschule für Augenoptiker sowie an der Beamtenschule der Polizei. Nebenbei studierte Franz noch an der Münchner Universität. Dort promovierte er 1973 zum Doktor der Philosophie. Das Thema seiner Dissertation lautet: Studien zur Soziologie des Spruchdichters in Deutschland im späten 13. Jahrhundert. Folgend war er mehrere Jahre Dozent für Didaktik der deutschen Sprache und Literatur an der LMU tätig. 1991 habilitierte sich Franz und erhielt zwei Jahre später einen Ruf an den Lehrstuhl für Didaktik der Deutschen Sprache und Literatur an der Universität Regensburg, wo er 2006 emeritiert wurde. Während seiner Zeit an der Universität in Regensburg zeichnete Franz vorwiegend für Ausbildung von Studierenden für das Lehramt an Grund-, Haupt-, Realschulen und Gymnasien verantwortlich.
Franz ist vor allem ein ausgewiesener Kenner der Kinderlyrik und der Märchen. Er hat auch Literatur für Kinder (Geschichten, Gedichte) verfasst. Sein Buch Lesen macht stark. Alles über Bücher erschien in neuen Auflagen und wurde ins Schwedische übersetzt.
Von 1997 bis 2013 war er Präsident der Deutschen Akademie für Kinder- und Jugendliteratur; jetzt ist er deren Ehrenpräsident.
Die Sudetendeutsche Akademie der Wissenschaften und Künste berief ihn 2010 zum ordentlichen Mitglied der Geisteswissenschaftlichen Klasse.

## Werke
- Kinderlyrik. Struktur, Rezeption, Didaktik, München 1979
- Lesen macht stark. Alles über Bücher, München 1980
- Kinderlyrik, in: Arbeitskreis für Kinder- und Jugendliteratur (Hrsg.): Kinderliteratur in der Bundesrepublik Deutschland,  München 1983, S. 22–25
- Wer den Pfennig nicht ehrt. Alles übers Geld, München 1983
- Was Kinder alles lesen. Kinder- und Jugendliteratur im Unterricht, München 1983
- Lyrik, in: Dietrich Grünewald/Winfried Kaminski (Hrsg.): Kinder- und Jugendmedien. Ein Handbuch für die Praxis, Einheim/Basel 1984, S. 449–459
- Johann Peter Hebel Kannitverstan. Ein Mißverständnis und seine Folgen, München 1985
- Kinderlyrik, in: Günter Lange (Hg.): Taschenbuch der Kinder- und Jugendliteratur. Band 1, Hohengeren 2000, S. 201–227
- Kinder- und Jugendliteratur. Ein Lexikon, Meitingen 1995 ff.
- Kennst du die Brüder Grimm?, Weimar 2012
- Mit Geschichten verzaubern. Otfried Preußler zum 100. Geburtstag (Hrsg.). Verlag Sankt Michaelsbund, München, 2023. ISBN 978-3-96411-009-1.

Festschrift
- Günter Lange (Hrsg.): Lese-Erlebnisse und Literatur-Erfahrungen. Annäherungen an literarische Werke von Luther bis Enzensberger. Festschrift für Kurt Franz zum 60. Geburtstag. Schneider-Verlag Hohengehren, Baltmannsweiler 2001, ISBN 3-89676-382-2.

## Ehrenämter
- Präsident der Deutschen Akademie für Kinder- und Jugendliteratur
- Stellvertretender Vorsitzender der Märchenstiftung Walter Kahn
- Juror beim Deutschen Jugendliteraturpreis

## Auszeichnungen
- Bundesverdienstkreuz am Bande (10. Januar 2002)[1]
- Volkacher Taler (2014)[2]